# Michaił Orłow (polityk)
Michaił Anatoljewicz Orłow (ros. Михаил Анатольевич Орлов, ur. 15 sierpnia 1912 w Wołogdzie, zm. 29 grudnia 1996 w Moskwie) – radziecki polityk, I sekretarz Kamczackiego Komitetu Obwodowego KPZR (1956-1971), członek Centralnej Komisji Rewizyjnej KPZR (1956-1971).
1932-1934 działacz Komsomołu w Iwanowie, 1934-1936 w Armii Czerwonej, później działacz Komsomołu na Dalekim Wschodzie, 1938-1939 instruktor Chabarowskiego Krajowego Komitetu Komsomołu, 1939-1942 jeden z sekretarzy tego komitetu, od 1940 w WKP(b). Od 25 grudnia 1942 do grudnia 1943 I sekretarz Chabarowskiego Krajowego Komitetu Komsomołu, później zastępca kierownika wydziału Chabarowskiego Krajowego Komitetu WKP(b). Od stycznia 1944 do 1949 sekretarz Chabarowskiego Krajowego Komitetu Komsomołu ds. propagandy i agitacji, od lipca 1950 do 1952 I sekretarz Komitetu Miejskiego WKP(b)/KPZR w Chabarowsku, 1952-1954 słuchacz Wyższej Szkoły Partyjnej przy KC WKP(b)/KPZR (ukończył ją zaocznie w 1958). Od czerwca 1954 do stycznia 1956 sekretarz Chabarowskiego Krajowego Komitetu KPZR, od 28 stycznia 1956 do lutego 1971 I sekretarz Kamczackiego Komitetu Obwodowego KPZR, następnie zastępca ministra gospodarki rybnej ZSRR. Od 25 lutego 1956 do 30 marca 1971 członek Centralnej Komisji Rewizyjnej KPZR. Deputowany do Rady Najwyższej ZSRR 6 kadencji. Odznaczony Orderem Lenina i dwoma Orderami Czerwonego Sztandaru Pracy.